# Campionati italiani di sci alpino 2020
I Campionati italiani di sci alpino 2020 si sono svolti a Solda dal 10 all'11 novembre. Il programma ha incluso gare di slalom gigante e slalom speciale, sia maschili sia femminili, che tuttavia non hanno assegnato i titoli nazionali. La manifestazione era originariamente in programma al Passo del Tonale e a Peio tra il 24 e il 29 marzo e prevedeva anche gare di discesa libera, supergigante, combinata e slalom parallelo, tutte sia maschili sia femminili, ma era stata annullata a causa alla pandemia di COVID-19.
Trattandosi di competizioni valide anche ai fini del punteggio FIS, vi hanno partecipato anche sciatori di altre federazioni. 

## Risultati

### Uomini

#### Discesa libera
La gara, originariamente in programma il 25 marzo al Passo del Tonale, è stata annullata.

#### Supergigante
La gara, originariamente in programma il 26 marzo al Passo del Tonale, è stata annullata.

#### Slalom gigante
| Pos. | Atleta             | Nazione    | Tempo   |
| ---- | ------------------ | ---------- | ------- |
| 1    | Daniel Meier       | Austria    | 1:46,85 |
| 2    | Giovanni Franzoni  | Italia     | 1:47,00 |
| 3    | Stefano Baruffaldi | Italia     | 1:47,57 |
| 4    | Luca Taranzano     | Italia     | 1:47,76 |
| 5    | Erik Read          | Canada     | 1:47,77 |
| 6    | Pietro Canzio      | Italia     | 1:48,03 |
| 7    | Alex Zingerle      | Italia     | 1:48,10 |
| 8    | Andreas Žampa      | Slovacchia | 1:48,22 |
| 9    | Tobias Kastlunger  | Italia     | 1:48,26 |
| 10   | Matteo Bendotti    | Italia     | 1:48,35 |

Data: 10 novembre

#### Slalom speciale
| Pos. | Atleta             | Nazione    | Tempo   |
| ---- | ------------------ | ---------- | ------- |
| 1    | Joaquim Salarich   | Spagna     | 1:27,12 |
| 2    | Fabian Himmelsbach | Germania   | 1:27,35 |
| 3    | Tobias Kastlunger  | Italia     | 1:27,49 |
| 3    | Tijan Marovt       | Slovenia   | 1:27,49 |
| 5    | Samuel Kolega      | Croazia    | 1:27,57 |
| 6    | Hans Vaccari       | Italia     | 1:27,62 |
| 7    | Adam Žampa         | Slovacchia | 1:27,63 |
| 8    | Francesco Gori     | Italia     | 1:27,64 |
| 9    | Justin Alkier      | Canada     | 1:27,73 |
| 10   | Pietro Canzio      | Italia     | 1:27,79 |

Data: 11 novembre

#### Combinata
La gara, originariamente in programma il 25 marzo al Passo del Tonale, è stata annullata.

#### Slalom parallelo
La gara, originariamente in programma il 29 marzo a Peio, è stata annullata.

### Donne

#### Discesa libera
La gara, originariamente in programma il 25 marzo al Passo del Tonale, è stata annullata.

#### Supergigante
La gara, originariamente in programma il 26 marzo al Passo del Tonale, è stata annullata.

#### Slalom gigante
| Pos. | Atleta            | Nazione       | Tempo   |
| ---- | ----------------- | ------------- | ------- |
| 1    | Nina O'Brien      | Stati Uniti   | 1:55,19 |
| 2    | Elena Sandulli    | Italia        | 1:55,20 |
| 3    | Carlotta Saracco  | Italia        | 1:55,61 |
| 4    | Paulina Schlosser | Germania      | 1:55,67 |
| 5    | Clarisse Brèche   | Francia       | 1:56,37 |
| 6    | Lucy Margreiter   | Germania      | 1:56,85 |
| 7    | Charlotte Lingg   | Liechtenstein | 1:57,05 |
| 8    | Elisa Platino     | Italia        | 1:57,33 |
| 9    | Zrinka Ljutić     | Croazia       | 1:57,78 |
| 10   | Sophie Mathiou    | Italia        | 1:57,79 |

Data: 10 novembre

#### Slalom speciale
| Pos. | Atleta                  | Nazione     | Tempo   |
| ---- | ----------------------- | ----------- | ------- |
| 1    | Paula Moltzan           | Stati Uniti | 1:25,78 |
| 2    | Nina O'Brien            | Stati Uniti | 1:26,83 |
| 3    | Meta Hrovat             | Slovenia    | 1:27,39 |
| 4    | Zrinka Ljutić           | Croazia     | 1:27,89 |
| 5    | Serena Viviani          | Italia      | 1:27,97 |
| 6    | Clarisse Brèche         | Francia     | 1:28,11 |
| 7    | Celina Haller           | Italia      | 1:28,23 |
| 8    | Carlotta Saracco        | Italia      | 1:28,82 |
| 9    | Perrine Clair           | Francia     | 1:28,93 |
| 10   | Vera Tschurtschenthaler | Italia      | 1:29,05 |

Data: 11 novembre

#### Combinata
La gara, originariamente in programma il 25 marzo al Passo del Tonale, è stata annullata.

#### Slalom parallelo
La gara, originariamente in programma il 29 marzo a Peio, è stata annullata.